# Mount Paterson (Rockefeller Mountains)
Mount Paterson ist ein 690 m hoher Berg in der antarktischen Ross Dependency. Auf der Edward-VII-Halbinsel ragt er 3 km nordöstlich des Mount Schlossbach in den Rockefeller Mountains auf.
Entdeckt wurde er 1929 bei der ersten Antarktisexpedition (1928–1930) des US-amerikanischen Polarforschers Richard Evelyn Byrd. Dieser benannte ihn nach dem US-amerikanischen Unternehmer Seward Mitchell Paterson (1875–1971) aus Boston, welcher Byrds Forschungsreise mit Schuhen und Schneestiefeln ausstattete.